# Anna (Texas)
Anna város az USA Texas államában, Collin megyében. Lakosainak száma 16 896 fő (2020. április 1.).

## Népesség
A település népességének változása:
| Lakosok száma | 8249 | 15 000 | 16 896 |
|               | 2010 | 2019   | 2020   |